# Lista dei Gran Premi di Formula 1
La seguente è una lista completa dei Gran Premi di Formula 1 dalla prima stagione, disputata nel 1950.
Alla fine della stagione 2024, sono stati 1125 i Gran Premi ufficiali disputati. Nel conteggio sono incluse le 500 Miglia di Indianapolis delle stagioni comprese tra il 1950 e il 1960, mentre sono esclusi i Gran Premi non validi per il campionato mondiale.

## Lista dei Gran Premi per titolo
Aggiornata al Gran Premio d'Ungheria 2025. In grassetto i Gran Premi presenti nel calendario 2025.
| Gran Premio                                   | Edizioni | Periodo                                                           |
| --------------------------------------------- | -------- | ----------------------------------------------------------------- |
| Gran Premio del 70º Anniversario              | 1        | 2020                                                              |
| Gran Premio di Abu Dhabi                      | 16       | 2009-2024                                                         |
| Gran Premio d'Arabia Saudita                  | 5        | 2021-2025                                                         |
| Gran Premio d'Argentina                       | 20       | 1953-1958, 1960, 1972-1975, 1977-1981, 1995-1998                  |
| Gran Premio d'Australia                       | 39       | 1985-2019, 2022-2025                                              |
| Gran Premio d'Austria                         | 38       | 1964, 1970-1987, 1997-2003, 2014-2025                             |
| Gran Premio d'Azerbaigian                     | 7        | 2017-2019, 2021-2024                                              |
| Gran Premio del Bahrein                       | 21       | 2004-2010, 2012-2025                                              |
| Gran Premio del Belgio                        | 70       | 1950-1956, 1958, 1960-1968, 1970, 1972-2002, 2004-2005, 2007-2025 |
| Gran Premio del Brasile                       | 47       | 1973-2019                                                         |
| Gran Premio del Canada                        | 54       | 1967-1974, 1976-1986, 1988-2008, 2010-2019, 2022-2025             |
| Gran Premio di Cina                           | 18       | 2004-2019, 2024-2025                                              |
| Gran Premio di Città del Messico              | 4        | 2021-2024                                                         |
| Gran Premio di Corea                          | 4        | 2010-2013                                                         |
| Gran Premio dell'Eifel                        | 1        | 2020                                                              |
| Gran Premio dell'Emilia-Romagna               | 5        | 2020-2022, 2024-2025                                              |
| Gran Premio d'Europa                          | 23       | 1983-1985, 1993-1997, 1999-2012, 2016                             |
| Gran Premio di Francia                        | 62       | 1950-1954, 1956-2008, 2018-2019, 2021-2022                        |
| Gran Premio di Germania                       | 64       | 1951-1954, 1956-1959, 1961-2006, 2008-2014, 2016, 2018-2019       |
| Gran Premio del Giappone                      | 39       | 1976-1977, 1987-2019, 2022-2025                                   |
| Gran Premio di Gran Bretagna                  | 76       | 1950-2025                                                         |
| Gran Premio d'India                           | 3        | 2011-2013                                                         |
| 500 Miglia di Indianapolis                    | 11       | 1950-1960                                                         |
| Gran Premio d'Italia                          | 75       | 1950-2024                                                         |
| Gran Premio di Las Vegas                      | 4        | 1981-1982, 2023-2024                                              |
| Gran Premio del Lussemburgo                   | 2        | 1997-1998                                                         |
| Gran Premio della Malesia                     | 19       | 1999-2017                                                         |
| Gran Premio del Marocco                       | 1        | 1958                                                              |
| Gran Premio del Messico                       | 20       | 1963-1970, 1986-1992, 2015-2019                                   |
| Gran Premio di Miami                          | 4        | 2022-2025                                                         |
| Gran Premio di Monaco                         | 71       | 1950, 1955-2019, 2021-2025                                        |
| Gran Premio d'Olanda                          | 34       | 1952-1953, 1955, 1958-1971, 1973-1985, 2021-2024                  |
| Gran Premio del Pacifico                      | 2        | 1994-1995                                                         |
| Gran Premio di Pescara                        | 1        | 1957                                                              |
| Gran Premio del Portogallo                    | 18       | 1958-1960, 1984-1996, 2020-2021                                   |
| Gran Premio del Qatar                         | 3        | 2021, 2023-2024                                                   |
| Gran Premio di Russia                         | 8        | 2014-2021                                                         |
| Gran Premio di Sakhir                         | 1        | 2020                                                              |
| Gran Premio di San Marino                     | 26       | 1981-2006                                                         |
| Gran Premio di San Paolo                      | 4        | 2021-2024                                                         |
| Gran Premio di Singapore                      | 15       | 2008-2019, 2022-2024                                              |
| Gran Premio di Spagna                         | 55       | 1951, 1954, 1968-1979, 1981, 1986-2025                            |
| Gran Premio degli Stati Uniti d'America       | 45       | 1959-1975, 1984-1991, 2000-2007, 2012-2019, 2021-2024             |
| Gran Premio degli Stati Uniti d'America-Est   | 8        | 1976-1980, 1982-1984                                              |
| Gran Premio degli Stati Uniti d'America-Ovest | 8        | 1976-1983                                                         |
| Gran Premio di Stiria                         | 2        | 2020-2021                                                         |
| Gran Premio del Sudafrica                     | 23       | 1962-1963, 1965, 1967-1980, 1982-1985, 1992-1993                  |
| Gran Premio di Svezia                         | 6        | 1973-1978                                                         |
| Gran Premio di Svizzera                       | 6        | 1950-1954, 1982                                                   |
| Gran Premio della Toscana                     | 1        | 2020                                                              |
| Gran Premio di Turchia                        | 9        | 2005-2011, 2020-2021                                              |
| Gran Premio d'Ungheria                        | 40       | 1986-2025                                                         |

## Lista dei Gran Premi per nazione ospitante
Aggiornata al Gran Premio d'Ungheria 2025.
| Nazione               | Gare | Gran Premio                                       |
| --------------------- | ---- | ------------------------------------------------- |
| Italia                | 108  | Gran Premio d'Italia (75)                         |
| Italia                | 108  | Gran Premio di San Marino (26)                    |
| Italia                | 108  | Gran Premio dell'Emilia-Romagna (5)               |
| Italia                | 108  | Gran Premio di Pescara (1)                        |
| Italia                | 108  | Gran Premio della Toscana (1)                     |
| Stati Uniti d'America | 80   | Gran Premio degli Stati Uniti d'America (45)      |
| Stati Uniti d'America | 80   | 500 Miglia di Indianapolis (11)                   |
| Stati Uniti d'America | 80   | Gran Premio degli Stati Uniti d'America-Ovest (8) |
| Stati Uniti d'America | 80   | Gran Premio degli Stati Uniti d'America-Est (8)   |
| Stati Uniti d'America | 80   | Gran Premio di Las Vegas (4)                      |
| Stati Uniti d'America | 80   | Gran Premio di Miami (4)                          |
| Gran Bretagna         | 80   | Gran Premio di Gran Bretagna (76)                 |
| Gran Bretagna         | 80   | Gran Premio d'Europa (3)                          |
| Gran Bretagna         | 80   | Gran Premio del 70º Anniversario (1)              |
| Germania              | 79   | Gran Premio di Germania (64)                      |
| Germania              | 79   | Gran Premio d'Europa (12)                         |
| Germania              | 79   | Gran Premio del Lussemburgo (2)                   |
| Germania              | 79   | Gran Premio dell'Eifel (1)                        |
| Principato di Monaco  | 71   | Gran Premio di Monaco (71)                        |
| Belgio                | 70   | Gran Premio del Belgio (70)                       |
| Francia               | 63   | Gran Premio di Francia (62)                       |
| Francia               | 63   | Gran Premio di Svizzera (1)                       |
| Spagna                | 62   | Gran Premio di Spagna (55)                        |
| Spagna                | 62   | Gran Premio d'Europa (7)                          |
| Canada                | 54   | Gran Premio del Canada (54)                       |
| Brasile               | 51   | Gran Premio del Brasile (47)                      |
| Brasile               | 51   | Gran Premio di San Paolo (4)                      |
| Giappone              | 41   | Gran Premio del Giappone (39)                     |
| Giappone              | 41   | Gran Premio del Pacifico (2)                      |
| Austria               | 40   | Gran Premio d'Austria (38)                        |
| Austria               | 40   | Gran Premio di Stiria (2)                         |
| Ungheria              | 40   | Gran Premio d'Ungheria (40)                       |
| Australia             | 39   | Gran Premio d'Australia (39)                      |
| Paesi Bassi           | 34   | Gran Premio d'Olanda (34)                         |
| Messico               | 24   | Gran Premio del Messico (20)                      |
| Messico               | 24   | Gran Premio di Città del Messico (4)              |
| Sudafrica             | 23   | Gran Premio del Sudafrica (23)                    |
| Bahrein               | 22   | Gran Premio del Bahrein (21)                      |
| Bahrein               | 22   | Gran Premio di Sakhir (1)                         |
| Argentina             | 20   | Gran Premio d'Argentina (20)                      |
| Malaysia              | 19   | Gran Premio della Malesia (19)                    |
| Cina                  | 18   | Gran Premio di Cina (18)                          |
| Portogallo            | 18   | Gran Premio del Portogallo (18)                   |
| Emirati Arabi Uniti   | 16   | Gran Premio di Abu Dhabi (16)                     |
| Singapore             | 15   | Gran Premio di Singapore (15)                     |
| Turchia               | 9    | Gran Premio di Turchia (9)                        |
| Azerbaigian           | 8    | Gran Premio d'Azerbaigian (7)                     |
| Azerbaigian           | 8    | Gran Premio d'Europa (1)                          |
| Russia                | 8    | Gran Premio di Russia (8)                         |
| Svezia                | 6    | Gran Premio di Svezia (6)                         |
| Arabia Saudita        | 5    | Gran Premio d'Arabia Saudita (5)                  |
| Svizzera              | 5    | Gran Premio di Svizzera (5)                       |
| Corea del Sud         | 4    | Gran Premio di Corea (4)                          |
| India                 | 3    | Gran Premio d'India (3)                           |
| Qatar                 | 3    | Gran Premio del Qatar (3)                         |
| Marocco               | 1    | Gran Premio del Marocco (1)                       |

## Lista dei Gran Premi per circuito ospitante
Aggiornata al Gran Premio d'Ungheria 2025.
| Circuito                              | Gare | Gran Premio                                       |
| ------------------------------------- | ---- | ------------------------------------------------- |
| Autodromo nazionale di Monza          | 74   | Gran Premio d'Italia (74)                         |
| Circuit de Monaco                     | 71   | Gran Premio di Monaco (71)                        |
| Silverstone Circuit                   | 60   | Gran Premio di Gran Bretagna (59)                 |
| Silverstone Circuit                   | 60   | Gran Premio del 70º Anniversario (1)              |
| Circuit de Spa-Francorchamps          | 58   | Gran Premio del Belgio (58)                       |
| Circuit Gilles Villeneuve             | 44   | Gran Premio del Canada (44)                       |
| Autódromo José Carlos Pace            | 41   | Gran Premio del Brasile (37)                      |
| Autódromo José Carlos Pace            | 41   | Gran Premio di San Paolo (4)                      |
| Nürburgring                           | 41   | Gran Premio di Germania (26)                      |
| Nürburgring                           | 41   | Gran Premio d'Europa (12)                         |
| Nürburgring                           | 41   | Gran Premio del Lussemburgo (2)                   |
| Nürburgring                           | 41   | Gran Premio dell'Eifel (1)                        |
| Hungaroring                           | 40   | Gran Premio d'Ungheria (40)                       |
| Red Bull Ring                         | 39   | Gran Premio d'Austria (37)                        |
| Red Bull Ring                         | 39   | Gran Premio di Stiria (2)                         |
| Hockenheimring                        | 37   | Gran Premio di Germania (37)                      |
| Circuit de Barcelona-Catalunya        | 35   | Gran Premio di Spagna (35)                        |
| Suzuka International Racing Course    | 35   | Gran Premio del Giappone (35)                     |
| Circuit Park Zandvoort                | 34   | Gran Premio d'Olanda (34)                         |
| Autodromo Enzo e Dino Ferrari         | 32   | Gran Premio di San Marino (26)                    |
| Autodromo Enzo e Dino Ferrari         | 32   | Gran Premio dell'Emilia-Romagna (5)               |
| Autodromo Enzo e Dino Ferrari         | 32   | Gran Premio d'Italia (1)                          |
| Albert Park Circuit                   | 28   | Gran Premio d'Australia (28)                      |
| Autodromo Hermanos Rodríguez          | 24   | Gran Premio del Messico (20)                      |
| Autodromo Hermanos Rodríguez          | 24   | Gran Premio di Città del Messico (4)              |
| Bahrain International Circuit         | 21   | Gran Premio del Bahrein (20)                      |
| Bahrain International Circuit         | 21   | Gran Premio di Sakhir (1)                         |
| Autodromo Juan y Oscar Galvez         | 20   | Gran Premio d'Argentina (20)                      |
| Kyalami Racetrack                     | 20   | Gran Premio del Sudafrica (20)                    |
| Watkins Glen International            | 20   | Gran Premio degli Stati Uniti d'America (15)      |
| Watkins Glen International            | 20   | Gran Premio degli Stati Uniti d'America-Est (5)   |
| Indianapolis Motor Speedway Infield   | 19   | 500 Miglia di Indianapolis (11)                   |
| Indianapolis Motor Speedway Infield   | 19   | Gran Premio degli Stati Uniti d'America (8)       |
| Sepang International Circuit          | 19   | Gran Premio della Malesia (19)                    |
| Circuit de Nevers Magny-Cours         | 18   | Gran Premio di Francia (18)                       |
| Circuit Paul Ricard                   | 18   | Gran Premio di Francia (18)                       |
| Shanghai International Circuit        | 18   | Gran Premio di Cina (18)                          |
| Yas Marina Circuit                    | 16   | Gran Premio di Abu Dhabi (16)                     |
| Marina Bay Street Circuit             | 15   | Gran Premio di Singapore (15)                     |
| Brands Hatch Circuit                  | 14   | Gran Premio di Gran Bretagna (12)                 |
| Brands Hatch Circuit                  | 14   | Gran Premio d'Europa (2)                          |
| Autodromo do Estoril                  | 13   | Gran Premio del Portogallo (13)                   |
| Circuit of the Americas               | 12   | Gran Premio degli Stati Uniti d'America (12)      |
| Adelaide Street Circuit               | 11   | Gran Premio d'Australia (11)                      |
| Circuit de Reims-Gueux                | 11   | Gran Premio di Francia (11)                       |
| Autódromo Internacional Nelson Piquet | 10   | Gran Premio del Brasile (10)                      |
| Circuit de Zolder                     | 10   | Gran Premio del Belgio (10)                       |
| Circuito Permanente del Jarama        | 9    | Gran Premio di Spagna (9)                         |
| Otodrom Istanbul Park                 | 9    | Gran Premio di Turchia (9)                        |
| Baku City Circuit                     | 8    | Gran Premio d'Azerbaigian (7)                     |
| Baku City Circuit                     | 8    | Gran Premio d'Europa (1)                          |
| Long Beach Street Circuit             | 8    | Gran Premio degli Stati Uniti d'America-Ovest (8) |
| Mosport International Raceway         | 8    | Gran Premio del Canada (8)                        |
| Soči Autodrom                         | 8    | Gran Premio di Russia (8)                         |
| Detroit street circuit                | 7    | Gran Premio degli Stati Uniti d'America (4)       |
| Detroit street circuit                | 7    | Gran Premio degli Stati Uniti d'America-Est (3)   |
| Circuit de Jerez-Ángel Nieto          | 7    | Gran Premio di Spagna (5)                         |
| Circuit de Jerez-Ángel Nieto          | 7    | Gran Premio d'Europa (2)                          |
| Scandinavian Raceway                  | 6    | Gran Premio di Svezia (6)                         |
| Circuit de Digione-Prenois            | 6    | Gran Premio di Francia (5)                        |
| Circuit de Digione-Prenois            | 6    | Gran Premio di Svizzera (1)                       |
| Aintree Racetrack                     | 5    | Gran Premio di Gran Bretagna (5)                  |
| Circuit de Bremgarten                 | 5    | Gran Premio di Svizzera (5)                       |
| Circuit de Rouen-Les Essarts          | 5    | Gran Premio di Francia (5)                        |
| Circuito urbano de Valencia           | 5    | Gran Premio d'Europa (5)                          |
| Jeddah Corniche Circuit               | 5    | Gran Premio d'Arabia Saudita (5)                  |
| Circuit de Charade                    | 4    | Gran Premio di Francia (4)                        |
| Circuito de Monjuïc                   | 4    | Gran Premio di Spagna (4)                         |
| Fuji Speedway                         | 4    | Gran Premio del Giappone (4)                      |
| Korea International Circuit           | 4    | Gran Premio di Corea (4)                          |
| Miami International Autodrome         | 4    | Gran Premio di Miami (4)                          |
| Buddh International Circuit           | 3    | Gran Premio d'India (3)                           |
| Lusail International Circuit          | 3    | Gran Premio del Qatar (3)                         |
| Phoenix Street Circuit                | 3    | Gran Premio degli Stati Uniti d'America (3)       |
| Prince George Circuit                 | 3    | Gran Premio del Sudafrica (3)                     |
| Autódromo Internacional do Algarve    | 2    | Gran Premio del Portogallo (2)                    |
| Okayama International Circuit         | 2    | Gran Premio del Pacifico (2)                      |
| Caesars Palace Grand Prix Circuit     | 2    | Gran Premio di Las Vegas (2)                      |
| Circuit de Nivelles-Baulers           | 2    | Gran Premio del Belgio (2)                        |
| Circuito da Boavista                  | 2    | Gran Premio del Portogallo (2)                    |
| Circuito Pedralbes                    | 2    | Gran Premio di Spagna (2)                         |
| Circuit Mont-Tremblant                | 2    | Gran Premio del Canada (2)                        |
| Las Vegas Strip Circuit               | 2    | Gran Premio di Las Vegas (2)                      |
| AVUS                                  | 1    | Gran Premio di Germania (1)                       |
| Circuit d'Ain-Diab                    | 1    | Gran Premio del Marocco (1)                       |
| Fair Park Circuit                     | 1    | Gran Premio degli Stati Uniti d'America (1)       |
| Donington Park Circuit                | 1    | Gran Premio d'Europa (1)                          |
| Circuit Bugatti                       | 1    | Gran Premio di Francia (1)                        |
| Circuito de Monsanto                  | 1    | Gran Premio del Portogallo (1)                    |
| Circuito di Pescara                   | 1    | Gran Premio di Pescara (1)                        |
| Riverside International Raceway       | 1    | Gran Premio degli Stati Uniti d'America (1)       |
| Sebring International Raceway         | 1    | Gran Premio degli Stati Uniti d'America (1)       |
| Hinterstoisser-Zeltweg                | 1    | Gran Premio d'Austria (1)                         |
| Autodromo internazionale del Mugello  | 1    | Gran Premio della Toscana (1)                     |

## Gare per stagione

### 1950-1959
| Nº | 1950 | 1951 | 1952 | 1953 | 1954 | 1955 | 1956 | 1957 | 1958 | 1959 |
| -- | ---- | ---- | ---- | ---- | ---- | ---- | ---- | ---- | ---- | ---- |
| 1  | GBR  | SUI  | SUI  | ARG  | ARG  | ARG  | ARG  | ARG  | ARG  | MON  |
| 2  | MON  | 500  | 500  | 500  | 500  | MON  | MON  | MON  | MON  | 500  |
| 3  | 500  | BEL  | BEL  | NED  | BEL  | 500  | 500  | 500  | NED  | NED  |
| 4  | SUI  | FRA  | FRA  | BEL  | FRA  | BEL  | BEL  | FRA  | 500  | FRA  |
| 5  | BEL  | GBR  | GBR  | FRA  | GBR  | NED  | FRA  | GBR  | BEL  | GBR  |
| 6  | FRA  | GER  | GER  | GBR  | GER  | GBR  | GBR  | GER  | FRA  | GER  |
| 7  | ITA  | ITA  | NED  | GER  | SUI  | ITA  | GER  | PES  | GBR  | POR  |
| 8  |      | ESP  | ITA  | SUI  | ITA  |      | ITA  | ITA  | GER  | ITA  |
| 9  |      |      |      | ITA  | ESP  |      |      |      | POR  | USA  |
| 10 |      |      |      |      |      |      |      |      | ITA  |      |
| 11 |      |      |      |      |      |      |      |      | MOR  |      |

### 1960-1969
| Nº | 1960 | 1961 | 1962 | 1963 | 1964 | 1965 | 1966 | 1967 | 1968 | 1969 |
| -- | ---- | ---- | ---- | ---- | ---- | ---- | ---- | ---- | ---- | ---- |
| 1  | ARG  | MON  | NED  | MON  | MON  | RSA  | MON  | RSA  | RSA  | RSA  |
| 2  | MON  | NED  | MON  | BEL  | NED  | MON  | BEL  | MON  | ESP  | ESP  |
| 3  | 500  | BEL  | BEL  | NED  | BEL  | BEL  | FRA  | NED  | MON  | MON  |
| 4  | NED  | FRA  | FRA  | FRA  | FRA  | FRA  | GBR  | BEL  | BEL  | NED  |
| 5  | BEL  | GBR  | GBR  | GBR  | GBR  | GBR  | NED  | FRA  | NED  | FRA  |
| 6  | FRA  | GER  | GER  | GER  | GER  | NED  | GER  | GBR  | FRA  | GBR  |
| 7  | GBR  | ITA  | ITA  | ITA  | AUT  | GER  | ITA  | GER  | GBR  | GER  |
| 8  | POR  | USA  | USA  | USA  | ITA  | ITA  | USA  | CAN  | GER  | ITA  |
| 9  | ITA  |      | RSA  | MEX  | USA  | USA  | MEX  | ITA  | ITA  | CAN  |
| 10 | USA  |      |      | RSA  | MEX  | MEX  |      | USA  | CAN  | USA  |
| 11 |      |      |      |      |      |      |      | MEX  | USA  | MEX  |
| 12 |      |      |      |      |      |      |      |      | MEX  |      |

### 1970-1979
| Nº | 1970 | 1971 | 1972 | 1973 | 1974 | 1975 | 1976 | 1977 | 1978 | 1979 |
| -- | ---- | ---- | ---- | ---- | ---- | ---- | ---- | ---- | ---- | ---- |
| 1  | RSA  | RSA  | ARG  | ARG  | ARG  | ARG  | BRA  | ARG  | ARG  | ARG  |
| 2  | ESP  | ESP  | RSA  | BRA  | BRA  | BRA  | RSA  | BRA  | BRA  | BRA  |
| 3  | MON  | MON  | ESP  | RSA  | RSA  | RSA  | USW  | RSA  | RSA  | RSA  |
| 4  | BEL  | NED  | MON  | ESP  | ESP  | ESP  | ESP  | USW  | USW  | USW  |
| 5  | NED  | FRA  | BEL  | BEL  | BEL  | MON  | BEL  | ESP  | MON  | ESP  |
| 6  | FRA  | GBR  | FRA  | MON  | MON  | BEL  | MON  | MON  | BEL  | BEL  |
| 7  | GBR  | GER  | GBR  | SWE  | SWE  | SWE  | SWE  | BEL  | ESP  | MON  |
| 8  | GER  | AUT  | GER  | FRA  | NED  | NED  | FRA  | SWE  | SWE  | FRA  |
| 9  | AUT  | ITA  | AUT  | GBR  | FRA  | FRA  | GBR  | FRA  | FRA  | GBR  |
| 10 | ITA  | CAN  | ITA  | NED  | GBR  | GBR  | GER  | GBR  | GBR  | GER  |
| 11 | CAN  | USA  | CAN  | GER  | GER  | GER  | AUT  | GER  | GER  | AUT  |
| 12 | USA  |      | USA  | AUT  | AUT  | AUT  | NED  | AUT  | AUT  | NED  |
| 13 | MEX  |      |      | ITA  | ITA  | ITA  | ITA  | NED  | NED  | ITA  |
| 14 |      |      |      | CAN  | CAN  | USA  | CAN  | ITA  | ITA  | CAN  |
| 15 |      |      |      | USA  | USA  |      | USE  | USE  | USE  | USE  |
| 16 |      |      |      |      |      |      | JPN  | CAN  | CAN  |      |
| 17 |      |      |      |      |      |      |      | JPN  |      |      |

### 1980-1989
| Nº | 1980 | 1981 | 1982 | 1983 | 1984 | 1985 | 1986 | 1987 | 1988 | 1989 |
| -- | ---- | ---- | ---- | ---- | ---- | ---- | ---- | ---- | ---- | ---- |
| 1  | ARG  | USW  | RSA  | BRA  | BRA  | BRA  | BRA  | BRA  | BRA  | BRA  |
| 2  | BRA  | BRA  | BRA  | USW  | RSA  | POR  | ESP  | SMR  | SMR  | SMR  |
| 3  | RSA  | ARG  | USW  | FRA  | BEL  | SMR  | SMR  | BEL  | MON  | MON  |
| 4  | USW  | SMR  | SMR  | SMR  | SMR  | MON  | MON  | MON  | MEX  | MEX  |
| 5  | BEL  | BEL  | BEL  | MON  | FRA  | CAN  | BEL  | USA  | CAN  | USA  |
| 6  | MON  | MON  | MON  | BEL  | MON  | USA  | CAN  | FRA  | USA  | CAN  |
| 7  | FRA  | ESP  | USE  | USE  | CAN  | FRA  | USA  | GBR  | FRA  | FRA  |
| 8  | GBR  | FRA  | CAN  | CAN  | USE  | GBR  | FRA  | GER  | GBR  | GBR  |
| 9  | GER  | GBR  | NED  | GBR  | USA  | GER  | GBR  | HUN  | GER  | GER  |
| 10 | AUT  | GER  | GBR  | GER  | GBR  | AUT  | GER  | AUT  | HUN  | HUN  |
| 11 | NED  | AUT  | FRA  | AUT  | GER  | NED  | HUN  | ITA  | BEL  | BEL  |
| 12 | ITA  | NED  | GER  | NED  | AUT  | ITA  | AUT  | POR  | ITA  | ITA  |
| 13 | CAN  | ITA  | AUT  | ITA  | NED  | BEL  | ITA  | ESP  | POR  | POR  |
| 14 | USE  | CAN  | SUI  | EUR  | ITA  | EUR  | POR  | MEX  | ESP  | ESP  |
| 15 |      | LVG  | ITA  | RSA  | EUR  | RSA  | MEX  | JPN  | JPN  | JPN  |
| 16 |      |      | LVG  |      | POR  | AUS  | AUS  | AUS  | AUS  | AUS  |

### 1990-1999
| Nº | 1990 | 1991 | 1992 | 1993 | 1994 | 1995 | 1996 | 1997 | 1998 | 1999 |
| -- | ---- | ---- | ---- | ---- | ---- | ---- | ---- | ---- | ---- | ---- |
| 1  | USA  | USA  | RSA  | RSA  | BRA  | BRA  | AUS  | AUS  | AUS  | AUS  |
| 2  | BRA  | BRA  | MEX  | BRA  | PAC  | ARG  | BRA  | BRA  | BRA  | BRA  |
| 3  | SMR  | SMR  | BRA  | EUR  | SMR  | SMR  | ARG  | ARG  | ARG  | SMR  |
| 4  | MON  | MON  | ESP  | SMR  | MON  | ESP  | EUR  | SMR  | SMR  | MON  |
| 5  | CAN  | CAN  | SMR  | ESP  | ESP  | MON  | SMR  | MON  | ESP  | ESP  |
| 6  | MEX  | MEX  | MON  | MON  | CAN  | CAN  | MON  | ESP  | MON  | CAN  |
| 7  | FRA  | FRA  | CAN  | CAN  | FRA  | FRA  | ESP  | CAN  | CAN  | FRA  |
| 8  | GBR  | GBR  | FRA  | FRA  | GBR  | GBR  | CAN  | FRA  | FRA  | GBR  |
| 9  | GER  | GER  | GBR  | GBR  | GER  | GER  | FRA  | GBR  | GBR  | AUT  |
| 10 | HUN  | HUN  | GER  | GER  | HUN  | HUN  | GBR  | GER  | AUT  | GER  |
| 11 | BEL  | BEL  | HUN  | HUN  | BEL  | BEL  | GER  | HUN  | GER  | HUN  |
| 12 | ITA  | ITA  | BEL  | BEL  | ITA  | ITA  | HUN  | BEL  | HUN  | BEL  |
| 13 | POR  | POR  | ITA  | ITA  | POR  | POR  | BEL  | ITA  | BEL  | ITA  |
| 14 | ESP  | ESP  | POR  | POR  | EUR  | EUR  | ITA  | AUT  | ITA  | EUR  |
| 15 | JPN  | JPN  | JPN  | JPN  | JPN  | PAC  | POR  | LUX  | LUX  | MAL  |
| 16 | AUS  | AUS  | AUS  | AUS  | AUS  | JPN  | JPN  | JPN  | JPN  | JPN  |
| 17 |      |      |      |      |      | AUS  |      | EUR  |      |      |

### 2000-2009
| Nº | 2000 | 2001 | 2002 | 2003 | 2004 | 2005 | 2006 | 2007 | 2008 | 2009 |
| -- | ---- | ---- | ---- | ---- | ---- | ---- | ---- | ---- | ---- | ---- |
| 1  | AUS  | AUS  | AUS  | AUS  | AUS  | AUS  | BHR  | AUS  | AUS  | AUS  |
| 2  | BRA  | MAL  | MAL  | MAL  | MAL  | MAL  | MAL  | MAL  | MAL  | MAL  |
| 3  | SMR  | BRA  | BRA  | BRA  | BHR  | BHR  | AUS  | BHR  | BHR  | CHN  |
| 4  | GBR  | SMR  | SMR  | SMR  | SMR  | SMR  | SMR  | ESP  | ESP  | BHR  |
| 5  | ESP  | ESP  | ESP  | ESP  | ESP  | ESP  | EUR  | MON  | TUR  | ESP  |
| 6  | EUR  | AUT  | AUT  | AUT  | MON  | MON  | ESP  | CAN  | MON  | MON  |
| 7  | MON  | MON  | MON  | MON  | EUR  | EUR  | MON  | USA  | CAN  | TUR  |
| 8  | CAN  | CAN  | CAN  | CAN  | CAN  | CAN  | GBR  | FRA  | FRA  | GBR  |
| 9  | FRA  | EUR  | EUR  | EUR  | USA  | USA  | CAN  | GBR  | GBR  | GER  |
| 10 | AUT  | FRA  | GBR  | FRA  | FRA  | FRA  | USA  | EUR  | GER  | HUN  |
| 11 | GER  | GBR  | FRA  | GBR  | GBR  | GBR  | FRA  | HUN  | HUN  | EUR  |
| 12 | HUN  | GER  | GER  | GER  | GER  | GER  | GER  | TUR  | EUR  | BEL  |
| 13 | BEL  | HUN  | HUN  | HUN  | HUN  | HUN  | HUN  | ITA  | BEL  | ITA  |
| 14 | ITA  | BEL  | BEL  | ITA  | BEL  | TUR  | TUR  | BEL  | ITA  | SIN  |
| 15 | USA  | ITA  | ITA  | USA  | ITA  | ITA  | ITA  | JPN  | SIN  | JPN  |
| 16 | JPN  | USA  | USA  | JPN  | CHN  | BEL  | CHN  | CHN  | JPN  | BRA  |
| 17 | MAL  | JPN  | JPN  |      | JPN  | BRA  | JPN  | BRA  | CHN  | ABU  |
| 18 |      |      |      |      | BRA  | JPN  | BRA  |      | BRA  |      |
| 19 |      |      |      |      |      | CHN  |      |      |      |      |

### 2010-2019
| Nº | 2010 | 2011 | 2012 | 2013 | 2014 | 2015 | 2016 | 2017 | 2018 | 2019 |
| -- | ---- | ---- | ---- | ---- | ---- | ---- | ---- | ---- | ---- | ---- |
| 1  | BHR  | AUS  | AUS  | AUS  | AUS  | AUS  | AUS  | AUS  | AUS  | AUS  |
| 2  | AUS  | MAL  | MAL  | MAL  | MAL  | MAL  | BHR  | CHN  | BHR  | BHR  |
| 3  | MAL  | CHN  | CHN  | CHN  | BHR  | CHN  | CHN  | BHR  | CHN  | CHN  |
| 4  | CHN  | TUR  | BHR  | BHR  | CHN  | BHR  | RUS  | RUS  | AZE  | AZE  |
| 5  | ESP  | ESP  | ESP  | ESP  | ESP  | ESP  | ESP  | ESP  | ESP  | ESP  |
| 6  | MON  | MON  | MON  | MON  | MON  | MON  | MON  | MON  | MON  | MON  |
| 7  | TUR  | CAN  | CAN  | CAN  | CAN  | CAN  | CAN  | CAN  | CAN  | CAN  |
| 8  | CAN  | EUR  | EUR  | GBR  | AUT  | AUT  | EUR  | AZE  | FRA  | FRA  |
| 9  | EUR  | GBR  | GBR  | GER  | GBR  | GBR  | AUT  | AUT  | AUT  | AUT  |
| 10 | GBR  | GER  | GER  | HUN  | GER  | HUN  | GBR  | GBR  | GBR  | GBR  |
| 11 | GER  | HUN  | HUN  | BEL  | HUN  | BEL  | HUN  | HUN  | GER  | GER  |
| 12 | HUN  | BEL  | BEL  | ITA  | BEL  | ITA  | GER  | BEL  | HUN  | HUN  |
| 13 | BEL  | ITA  | ITA  | SIN  | ITA  | SIN  | BEL  | ITA  | BEL  | BEL  |
| 14 | ITA  | SIN  | SIN  | KOR  | SIN  | JPN  | ITA  | SIN  | ITA  | ITA  |
| 15 | SIN  | JPN  | JPN  | JPN  | JPN  | RUS  | SIN  | MAL  | SIN  | SIN  |
| 16 | JPN  | KOR  | KOR  | IND  | RUS  | USA  | MAL  | JPN  | RUS  | RUS  |
| 17 | KOR  | IND  | IND  | ABU  | USA  | MEX  | JPN  | USA  | JPN  | JPN  |
| 18 | BRA  | ABU  | ABU  | USA  | BRA  | BRA  | USA  | MEX  | USA  | MEX  |
| 19 | ABU  | BRA  | USA  | BRA  | ABU  | ABU  | MEX  | BRA  | MEX  | USA  |
| 20 |      |      | BRA  |      |      |      | BRA  | ABU  | BRA  | BRA  |
| 21 |      |      |      |      |      |      | ABU  |      | ABU  | ABU  |

### 2020-2025
| Nº | 2020 | 2021 | 2022 | 2023 | 2024 | 2025 |
| -- | ---- | ---- | ---- | ---- | ---- | ---- |
| 1  | AUT  | BHR  | BHR  | BHR  | BHR  | AUS  |
| 2  | STY  | EMI  | SAU  | SAU  | SAU  | CHN  |
| 3  | HUN  | POR  | AUS  | AUS  | AUS  | JPN  |
| 4  | GBR  | ESP  | EMI  | AZE  | JPN  | BHR  |
| 5  | 70A  | MON  | MIA  | MIA  | CHN  | SAU  |
| 6  | ESP  | AZE  | ESP  | MON  | MIA  | MIA  |
| 7  | BEL  | FRA  | MON  | ESP  | EMI  | EMI  |
| 8  | ITA  | STY  | AZE  | CAN  | MON  | MON  |
| 9  | TUS  | AUT  | CAN  | AUT  | CAN  | ESP  |
| 10 | RUS  | GBR  | GBR  | GBR  | ESP  | CAN  |
| 11 | EIF  | HUN  | AUT  | HUN  | AUT  | AUT  |
| 12 | POR  | BEL  | FRA  | BEL  | GBR  | GBR  |
| 13 | EMI  | NED  | HUN  | NED  | HUN  | BEL  |
| 14 | TUR  | ITA  | BEL  | ITA  | BEL  | HUN  |
| 15 | BHR  | RUS  | NED  | SIN  | NED  | NED  |
| 16 | SKH  | TUR  | ITA  | JPN  | ITA  | ITA  |
| 17 | ABU  | USA  | SIN  | QAT  | AZE  | AZE  |
| 18 |      | MXC  | JPN  | USA  | SIN  | SIN  |
| 19 |      | SAP  | USA  | MXC  | USA  | USA  |
| 20 |      | QAT  | MXC  | SAP  | MXC  | MXC  |
| 21 |      | SAU  | SAP  | LVG  | SAP  | SAP  |
| 22 |      | ABU  | ABU  | ABU  | LVG  | LVG  |
| 23 |      |      |      |      | QAT  | QAT  |
| 24 |      |      |      |      | ABU  | ABU  |

## Gran Premi storici

### Multipli di 100
| Nº   | Stagione | Gran Premio | Circuito       | Pilota vincitore     | Costruttore vincitore |
| ---- | -------- | ----------- | -------------- | -------------------- | --------------------- |
| 100  | 1961     | Germania    | Nürburgring    | Stirling Moss        | Lotus                 |
| 200  | 1971     | Monaco      | Monte Carlo    | Jackie Stewart       | Tyrrell               |
| 300  | 1978     | Sudafrica   | Kyalami        | Ronnie Peterson      | Lotus                 |
| 400  | 1984     | Austria     | Österreichring | Niki Lauda           | McLaren               |
| 500  | 1990     | Australia   | Adelaide       | Nelson Piquet        | Benetton              |
| 600  | 1997     | Argentina   | Buenos Aires   | Jacques Villeneuve   | Williams              |
| 700  | 2003     | Brasile     | Interlagos     | Giancarlo Fisichella | Jordan                |
| 800  | 2008     | Singapore   | Marina Bay     | Fernando Alonso      | Renault               |
| 900  | 2014     | Bahrein     | Sakhir         | Lewis Hamilton       | Mercedes              |
| 1000 | 2019     | Cina        | Shanghai       | Lewis Hamilton       | Mercedes              |
| 1100 | 2023     | Las Vegas   | Las Vegas      | Max Verstappen       | Red Bull              |

## Statistiche
Aggiornate al Gran Premio d'Ungheria 2025.
- Numero di Gran Premi disputati: 1139[4]
- Stagioni con il minor numero di Gran Premi disputati: 1950, 1955 (7)
- Stagioni con il maggior numero di Gran Premi disputati: 2024 (24)
- Gran Premi col maggior numero di edizioni disputate:  Gran Bretagna (76)
- Gran Premi col maggior numero di edizioni disputate consecutivamente:  Gran Bretagna (76)
- Gran Premi col minor numero di edizioni disputate:  70º Anniversario,  Eifel,  Marocco,  Pescara,  Sakhir,  Toscana (1)
- Gran Premi più antichi:  Belgio,  Francia,  Gran Bretagna,  500 Miglia di Indianapolis,  Italia,  Monaco,  Svizzera (prime edizioni disputate nel 1950)
- Gran Premio più giovane:  Miami (prima edizione disputata nel 2022)
- Primo Gran Premio interrotto da bandiera rossa:  500 Miglia di Indianapolis 1950
- Primo Gran Premio con regime di safety car:  Gran Premio del Canada 1973[5][6]
- Primo Gran Premio in notturna:  Gran Premio di Singapore 2008
- Numero di Gran Premi interrotti da bandiera rossa: 88[7]